# 戸塚誠司
戸塚 誠司（とつか せいじ、1951年 <昭和26年> 7月22日 - ）は、日本の地方公務員 (技術公務員)。熊本県土木部長、熊本県住宅供給公社理事長を歴任。勲等は瑞宝小綬章。

## 人物・経歴
1975年 熊本大学工学部卒業、同年熊本県庁採用、1996年 (平成8年) 土木部道路建設課主幹（橋梁係長）、1999年 熊本大学大学院を修了し、博士（工学）学位取得。同年 氷川ダム管理所工務課長、2001年 土木部土木技術管理室課長補佐、2005年 熊本駅周辺整備事務所長、2007年 土木部道路整備課長、2009年 同部土木技術管理室長を経て、2010年 土木部長。九州新幹線開業まで１年を切った時期だった。厳しい県財政を背景に、公共事業予算が減少し続ける中にあっても、財政再建との整合性を図りながら、「経済活動を支える社会基盤整備を着実に推進する」姿勢を強調した。県庁退職後に熊本県住宅供給公社理事長を務め、2013年3月 熊本県内の住宅メーカー19社とともに菊陽町に総合住宅展示場をオープン。益城町代表監査委員。

## 栄典
2023年4月 令和5年春の叙勲で瑞宝小綬章を受章

## 著書
「熊本県における歴史的コンクリートアーチ橋の評価」(小林一郎と共著、「土木史研究」に収録)